# LibraryThing
LibraryThing — вебзастосункова соціальна каталогізація для зберігання та спільного використання книг, каталогів й різних типів метаданих. Її використовують автори, особи, бібліотеки та видавці. 
Базується в Портленді, штат Мен, LibraryThing був розроблений Тімом Спелдінґом і розпочав роботу 29 серпня 2005 року. Станом на червень 2019 року у ньому понад 2400 000 користувачів та каталогізовано понад 135 мільйонів книг.

## Особливості
Основна особливість LibraryThing (LT) — каталогізація книг, фільмів, музики та інших засобів масової інформації шляхом імпорту даних із бібліотек через з'єднання Z39.50 та з шести магазинів Amazon.com. Бібліотечні джерела постачають записи Dublin Core та MARC в LT; користувачі можуть імпортувати інформацію з понад 2000 бібліотек, зокрема Британської бібліотеки, Бібліотеки та архіву Канади, Бібліотеки Конгресу, Національної бібліотеки Австралії та Єльського університету. Якщо запис не доступний з жодного з цих джерел, можна також ввести інформацію про книгу вручну через порожню форму.
Кожен твір може містити різні видання, переклади, тиражі, аудіоверсії тощо. Учасникам рекомендується додавати загальнодоступні огляди, описи, загальні знання та іншу інформацію про роботу; рейтинги, колекції та теги допомагають класифікувати. Заохочується також обговорення на форумах. 
Елементи класифікуються за допомогою десяткової системи Мелвіля, заснованої на поза авторським правом 1922 року видання Десяткової класифікації Дьюї з модифікаціями для стандартного написання назв розділів (на відміну від оригінальних назв, написаних відповідно до репрезентованих правописними реформами Дьюї) та модернізована термінологія.

### Соціальні особливості
Соціальні особливості LibraryThing порівняно з менеджером закладок Del.icio.us та спільним музичним сервісом Last.fm. Подібні сайти каталогізації книг включають aNobii, BookLikes, Goodreads, Libib, Shelfari [зараз об'єднані з Goodreads] та weRead.

### TinyCat
У 2016 році LibraryThing запустив TinyCat, OPAC розроблений для каталогізації та обігу бібліотек до 20 000 предметів.  TinyCat продається для невеликих незалежних бібліотек, таких як школи, громадські центри, релігійні установи, академічні відділи, а також приватні особи.

## Власність
LibraryThing належить засновнику Тіму Спелдінґу. Інтернет-продавець книг AbeBooks (нині належить Amazon) придбав 40% акцій у LibraryThing у травні 2006 року за нерозкриту суму. У січні 2009 року Cambridge Information Group придбала міноритарний пакет акцій компанії, а їх дочірня компанія Bowker стала офіційним розповсюджувачем бібліотек. 

## Публічність
Наприкінці червня 2006 року на LibraryThing було застосовано ефект Slashdot зі статті Wall Street Journal. Розробники сайту додали сервери для компенсації збільшення трафіку. У грудні того ж року сайт Slashdot отримав ще більше уваги через його функцію UnSuggester, яка притягує пропозиції з книг, що найменш імовірно відображаються в тому ж каталозі, що і книга.